# 체르마트
체르마트(독일어: Zermatt)는 스위스 발레주에 위치한 도시로 면적은 242.69km2, 높이는 1,608m, 인구는 5,720명(2010년 기준), 인구 밀도는 24명/km2이다. 알프스산맥 마터호른산 기슭에 위치한 관광 명소이며 이탈리아 국경과 가까운 지점에 위치한다. 스위스 알프스의 등산과 스키 리조트로 널리 알려져 있다.
체르마트는 마터탈의 꼭대기 끝, 해발 1,620m에 스위스에서 가장 높은 봉우리의 기슭에 위치해 있다. 이탈리아와 국경을 접하고 있는 해발 3,292m가 넘는 테오둘 고개에서 약 10km 떨어져 있다. 체르마트는 독일어 언어권의 최남단 행정구역이다.(스위스는 지방마다 주요 통용 언어가 다름)
19세기 중반까지는 주로 농업공동체였다. 1865년 마테호른의 첫 번째이자 비극적인 등정 이후 마을을 둘러싼 산들이 급히 급등하면서 많은 관광 시설이 건설되었다. 2020년 12월 기준 연중 인구는 5,820명이지만, 체르마트에는 한 번에 몇 배나 많은 관광객이 방문할 수 있다. 지역 경제의 대부분은 관광에 기반을 두고 있으며, 도시에서 호텔이나 레스토랑에서 일자리의 약 절반과 모든 아파트의 절반 미만이 휴가용 아파트이다. 영구 인구의 3분의 1 이상이 이 마을에서 태어났고 나머지 3분의 1은 스위스 외부에서 체르마트로 이주했다.

## 어원
마터호른(Matterhorn)이라는 이름과 체르마트(Zermatt)라는 이름은 이 계곡의 고산 초원(meadow), 즉 독일어로 마텐(Matten)에서 유래했다. 처음 등장한 주르 마테(Zur Matte, 초원에서)라는 이름은 이후 체르마트(Zermatt)가 되었다. 지도상으로는 1495년, 문서 상으로는 1546년까지 나타나지 않지만, 훨씬 이전에 사용되었을 수도 있다. 프라보르노(Praborno) 또는 프라토 보르노(Prato Borno)도 체르마트의 옛지명들 중 하나이며, ‘프라토’(Prato)도 초원을 의미한다. 이 지명은 13세기부터 고대 지도에 등장한다. 아오스타 계곡과 발리스주(발레주)의 로망슈어를 사용하는 지역 출신들이 1860년까지 프라보르네(Praborne)라는 이름으로 사용했다. 이렇게 프라보르노에서 체르마트로 바뀐 이유는 로망슈어를 사용하는 민족이 독일어권 식민지로 점차 대체되었기 때문으로 풀이된다.

## 지리
체르마트 마을은 마터 계곡(독일어로 마터탈)의 남단에 위치해 있다. 마터탈은 거대한 론강 계곡의 측면 지류 중 하나이다. 체르마트는 해발 4,634m의 스위스에서 가장 높은 봉우리인 몬테로사를 포함한 페나인 알프스의 높은 산으로 거의 완전히 둘러싸여 있다. (특히 가장 높은 봉인 두포우르슈피츠 포함) 그 뒤를 돔(4,545m), 리스캄(4,527m), 바이스호른(4,505m), 마터호른(4,478m)이 잇따라 있다. 대부분의 4,000미터 이상 고산들은 체르마트 주변이나 인근 계곡에 있다.

마테호른 정상의 파노라마

체르마트는 론강 계곡의 주요 지류인 마터 피스파가 가로지른다. 이 강은 가장 높은 봉우리의 빙하(몬테로사 근처의 고르너 빙하와 당데랑, 당블랑쉬 사이의 츠무트 빙하 등에서 내려온다.
체르마트는 밀집되어 있지만, 지리적으로 작다. 마터 피스파의 둑을 따라 이어지는 세 개의 주요 도로와 특히 체르마트의 중심을 이루는 역과 교회 주변으로 수많은 교차로가 있다. 대체로 어떤 곳이든 걸어서 최대 30분 거리에 있다. 체르마트에는 여러 개의 시외 지역이 있다. 한때는 별개 마을이었던 빙켈마텐/무스(Winkelmatten/Moos)는 남쪽의 언덕(1,670m)에 있다. 슈타인마텐(Steinmatten)은 강의 동쪽 둑에 위치해 있다.
많은 작은 촌락들이 체르마트 위 계곡에 위치해 있지만, 보통 일년 내내 사람이 거주하지는 않는다. 해발 1,766 m에 위치한 춤제 마을은 고르너 협곡의 서안에 있는 체르마트에서 남쪽으로 케이블카역이 위치한 해발 1,867m 지점에 위치한다. 츠무트 계곡 쪽(체르마트의 서쪽)에는 츠무트바흐 강 북쪽에 자리잡은 츠무트 마을이 있다. 핀델른(해발 2,051m)은 핀델바흐 하천의 동쪽 계곡에 위치한다. 이 마을은 수네가역 (해발 2,278m) 아래에 위치해 있다. 고르너그라트 철도 역 근처에 위치한 리펠알프(해발 2,222m) 마을은 예배당이 있는 가장 높은 마을 중 하나이다.
체르마트는 2004년 9월을 기준으로 242.91 km2의 면적을 가지고 있다. 이 지역의 약 9.4%가 농업 목적으로 사용되고, 4.6%가 산림이다. 나머지 토지 중 0.8%는 주거(건물 또는 도로)이며, 85.2%는 불모지이다. 지난 20년 동안(1979/85~2004/09) 정착지는 54ha 증가했고, 농경지는 160ha 감소했다.

## 인구

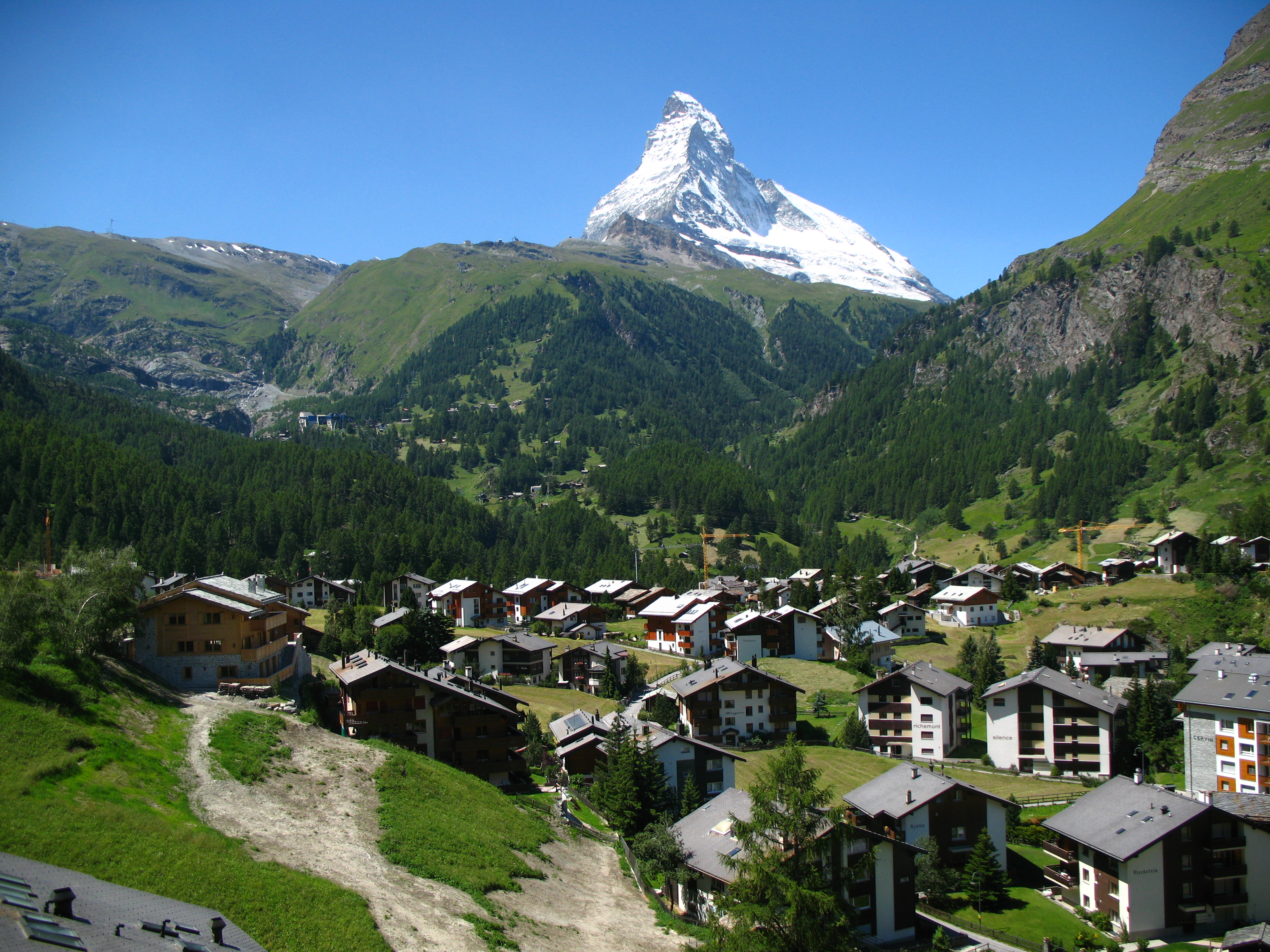
체르마트 근교의 빙켈마텐 마을

체르마트의 인구는 5,820명(2010년 12월 기준)이다. 2013년 기준으로, 인구의 39.0%가 거주 외국인이다. 지난 3년(2010-2013) 동안 인구는 0.54%의 비율로 변화했다. 2013년 출생률은 9.5명, 사망률은 주민 1천명당 4.9명이었다.
2000년을 기준으로 인구의 대부분인 4,093명(68.4%)이 독일어를 사용하며, 포르투갈어가 719명(12%)으로 2위이고 이탈리아어가 474명(7.9%)으로 3위이다. 프랑스어를 사용하는 226명과 로만슈어를 사용하는 1명이 있었다.
2008년을 기준으로, 인구는 남성 51.6%, 여성 48.4%이다. 인구는 1,840명의 스위스 남성(전체 인구의 31.6%)과 1,166명의 비스위스계 남성(20.0%)으로 구성되어 있다. 스위스 여성은 1837명(31.5%), 비스위스계 여성은 985명(16.9%)이었다. 이들 인구 중 2000년에는 2,214명(약 37.0%)이 체르마트에서 태어났다. 720명(12.0%)이 같은 주에서 태어났으며, 774명(12.9%)은 타지에서 태어났으며, 2,039명(34.1%)은 스위스 밖에서 태어났다.
2013년 기준으로 어린이와 청소년(0-19세)은 전체 인구의 18.5%를 차지하며, 성인(20-64세)은 69.5%, 노인(64세 이상)은 12.0%를 차지한다.
2000년 기준으로, 싱글이거나, 결혼을 하지 않은 2,763명의 사람들이 있다. 결혼한 사람은 2,830명, 미망인 207명, 이혼한 사람은 188명이었다.
2000년 기준으로, 자치체에는 2,441명의 민간 가구가 있으며, 가구당 평균 2.2명이 거주하고 있다. 1인 가구만 921가구, 5인 이상 128가구였다. 2000년에는 총 2,167가구(전체의 52.1%)가 영구 입주했으며, 계절별 입주 아파트 1,890가구(45.4%)가 입주했으며 103가구(2.5%)가 비어 있었다. 2000년에는 거주 건물 977채 중 약 22.8%가 단독 주택이었고 45.5%가 다세대 건물이었다. 또한 건물의 10.8%는 1919년 이전에 지어졌고 14.4%는 1991년부터 2000년 사이에 지어졌다. 2012년 인구 1000명당 신규 주택 건설률은 13.65채였다. 2014년 시의 공실률은 0.28%였다.
역사적 인구는 다음의 차트와 같다:

## 기후
체르마트는 아극 기후(쾨펜의 기후 구분: Dfc)를 가지고 있다. 체르마트의 여름은 낮에는 온화하고 밤에는 서늘한 반면 겨울은 춥고 눈이 많이 내려서 대략 얼고 연평균 강설량은 325cm이다. 체르마트는 스위스에서 가장 햇빛이 잘 드는 기후를 가지고 있다.
| 체르마트 (1991년~2020년)의 기후 | 체르마트 (1991년~2020년)의 기후 | 체르마트 (1991년~2020년)의 기후 | 체르마트 (1991년~2020년)의 기후 | 체르마트 (1991년~2020년)의 기후 | 체르마트 (1991년~2020년)의 기후 | 체르마트 (1991년~2020년)의 기후 | 체르마트 (1991년~2020년)의 기후 | 체르마트 (1991년~2020년)의 기후 | 체르마트 (1991년~2020년)의 기후 | 체르마트 (1991년~2020년)의 기후 | 체르마트 (1991년~2020년)의 기후 | 체르마트 (1991년~2020년)의 기후 | 체르마트 (1991년~2020년)의 기후 |
| 월                              | 1월                             | 2월                             | 3월                             | 4월                             | 5월                             | 6월                             | 7월                             | 8월                             | 9월                             | 10월                            | 11월                            | 12월                            | 연간                            |
| ------------------------------- | ------------------------------- | ------------------------------- | ------------------------------- | ------------------------------- | ------------------------------- | ------------------------------- | ------------------------------- | ------------------------------- | ------------------------------- | ------------------------------- | ------------------------------- | ------------------------------- | ------------------------------- |
| 일평균 최고 기온 °C (°F)        | 0.8 (33.4)                      | 1.7 (35.1)                      | 5.7 (42.3)                      | 9.8 (49.6)                      | 13.9 (57.0)                     | 17.8 (64.0)                     | 20.0 (68.0)                     | 19.6 (67.3)                     | 15.4 (59.7)                     | 11.2 (52.2)                     | 5.1 (41.2)                      | 1.5 (34.7)                      | 10.2 (50.4)                     |
| 일일 평균 기온 °C (°F)          | −3.9 (25.0)                     | −3.4 (25.9)                     | 0.2 (32.4)                      | 4.0 (39.2)                      | 8.1 (46.6)                      | 11.8 (53.2)                     | 13.7 (56.7)                     | 13.3 (55.9)                     | 9.4 (48.9)                      | 5.4 (41.7)                      | 0.3 (32.5)                      | −3.0 (26.6)                     | 4.7 (40.5)                      |
| 일평균 최저 기온 °C (°F)        | −7.4 (18.7)                     | −7.3 (18.9)                     | −4.0 (24.8)                     | −0.7 (30.7)                     | 3.2 (37.8)                      | 6.6 (43.9)                      | 8.3 (46.9)                      | 8.3 (46.9)                      | 5.0 (41.0)                      | 1.4 (34.5)                      | −3.1 (26.4)                     | −6.3 (20.7)                     | 0.3 (32.5)                      |
| 평균 강수량 mm (인치)           | 42 (1.7)                        | 30 (1.2)                        | 33 (1.3)                        | 40 (1.6)                        | 77 (3.0)                        | 70 (2.8)                        | 59 (2.3)                        | 68 (2.7)                        | 51 (2.0)                        | 57 (2.2)                        | 65 (2.6)                        | 47 (1.9)                        | 640 (25.2)                      |
| 평균 강설량 cm (인치)           | 53 (21)                         | 44 (17)                         | 32 (13)                         | 21 (8.3)                        | 7 (2.8)                         | 0 (0)                           | 0 (0)                           | 0 (0)                           | 0 (0)                           | 9 (3.5)                         | 42 (17)                         | 57 (22)                         | 265 (104.6)                     |
| 평균 강수일수 (≥ 1.0 mm)        | 6.3                             | 5.5                             | 5.3                             | 6.3                             | 9.5                             | 9.7                             | 9.0                             | 9.8                             | 7.3                             | 7.0                             | 7.1                             | 6.9                             | 89.7                            |
| 평균 강설일수 (≥ 1.0 cm)        | 6.5                             | 6.8                             | 4.9                             | 3.3                             | 0.7                             | 0.0                             | 0.0                             | 0.0                             | 0.0                             | 1.6                             | 4.9                             | 7.8                             | 36.5                            |
| 평균 상대 습도 (%)              | 63                              | 61                              | 60                              | 59                              | 64                              | 66                              | 65                              | 67                              | 70                              | 69                              | 68                              | 66                              | 65                              |
| 평균 월간 일조시간              | 94                              | 109                             | 151                             | 147                             | 155                             | 171                             | 185                             | 176                             | 156                             | 133                             | 89                              | 83                              | 1,648                           |
| 가능 일조율                     | 59                              | 61                              | 63                              | 58                              | 54                              | 59                              | 63                              | 65                              | 65                              | 63                              | 55                              | 56                              | 60                              |
| 출처: 스위스 연방 기상청        |                                 |                                 |                                 |                                 |                                 |                                 |                                 |                                 |                                 |                                 |                                 |                                 |                                 |

## 국가중요문화재
암각화와 휴벨벵의 선사시대 연삭석은 국가적으로 중요한 스위스 문화유산으로 등재되어 있다.

## 경제

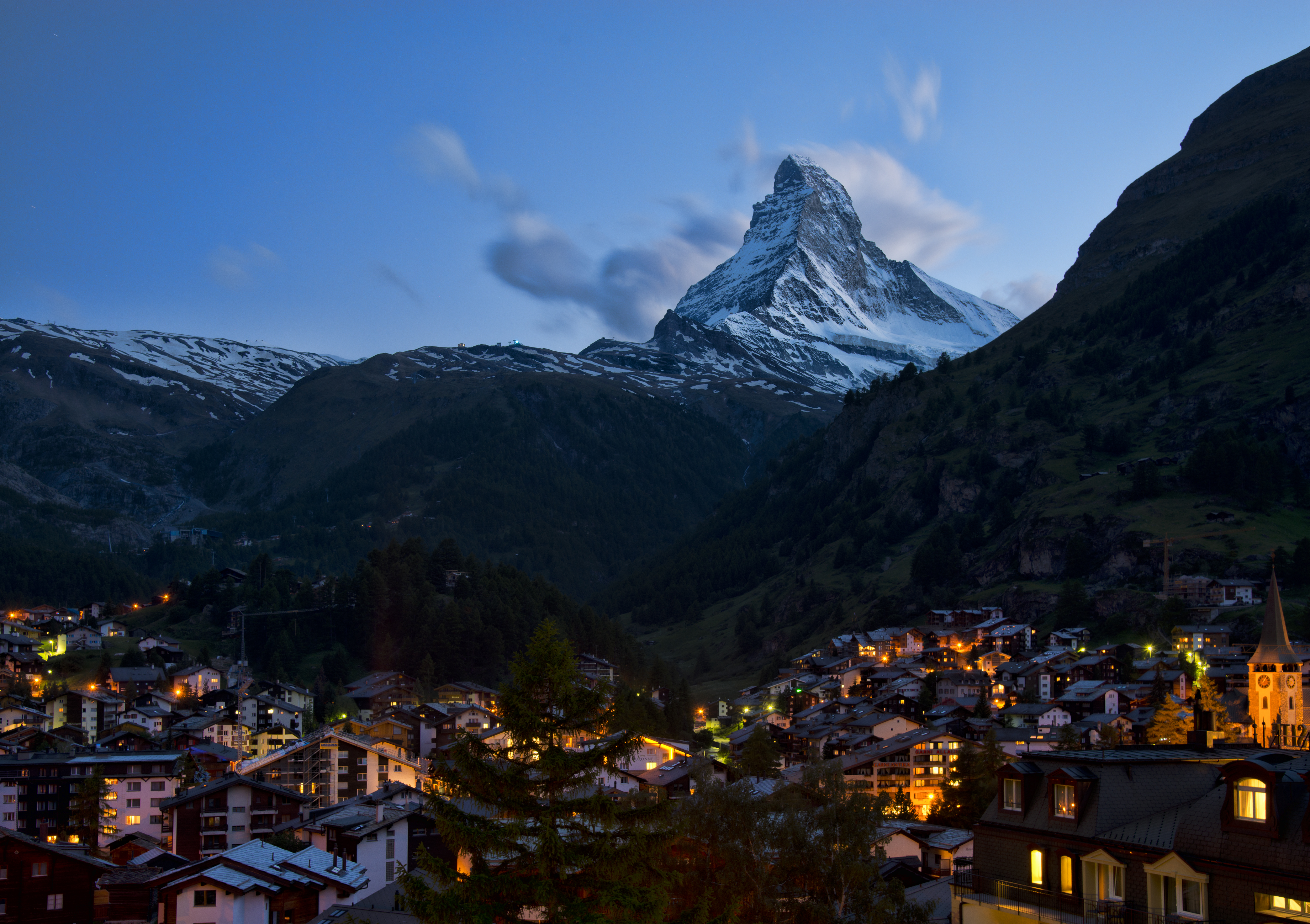
체르마트 야경

체르마트 일자리의 약 절반이 호텔 및 레스토랑 산업에 있다.
2012년 기준으로 시정촌에 고용된 사람은 총 6,370명이다. 이 중 1차 경제 부문의 19개 기업에서 총 42명이 근무했다. 2차 부문은 68개의 개별 사업에서 521명의 근로자를 고용했다. 마지막으로, 3차 부문은 736개 기업에서 5,807개의 일자리를 제공했다. 2013년에는 전체 인구의 13.7%가 사회 지원을 받았다.
2008년에 정규직에 해당하는 총 일자리 수는 4,261개였다. 1차 부문의 일자리 수는 20개였으며, 모두 농업에 종사했다. 2차 부문의 일자리 수는 538개로 그중 83개(15.4%)가 제조업, 385개(71.6%)가 건설업이었다. 3차 부문의 일자리는 3,703개였다. 3차 업종은 도소매업이 531개(14.3%), 자동차 수리업이 477개(12.9%), 호텔·레스토랑이 2,178개(58.8%), 정보 산업 38개(1.0%)가 뒤를 이었다. 보험 또는 금융 산업이 54개(1.5%), 기술 전문가 또는 과학자가 116개(3.1%), 교육이 56개(1.5%), 의료 분야가 87개(2.3%)였다.
2000년에는 시정촌으로 통근하는 근로자가 744명, 출퇴근한 근로자가 89명이었다. 지자체는 근로자의 순수입 지자체이며, 1명이 전출할 때마다 약 8.4명의 근로자가 지자체에 들어간다. 근로 인구 중 7.1%는 출퇴근용 대중교통을, 2.6%는 자가용을 이용하였다.

## 종교
| 체르마트의 종교– 2014 | 체르마트의 종교– 2014 | 체르마트의 종교– 2014 | 체르마트의 종교– 2014 | 체르마트의 종교– 2014 |
| --------------------- | --------------------- | --------------------- | --------------------- | --------------------- |
| 종교                  |                       |                       | 비율                  |                       |
| 로마 가톨릭           | 로마 가톨릭           |                       | 80.3%                 | 80.3%                 |
| 스위스 개혁 교회      | 스위스 개혁 교회      |                       | 9.1%                  | 9.1%                  |
| 기타 종교             | 기타 종교             |                       | 5.3%                  | 5.3%                  |
| 무교/무응답           | 무교/무응답           |                       | 5.3%                  | 5.3%                  |

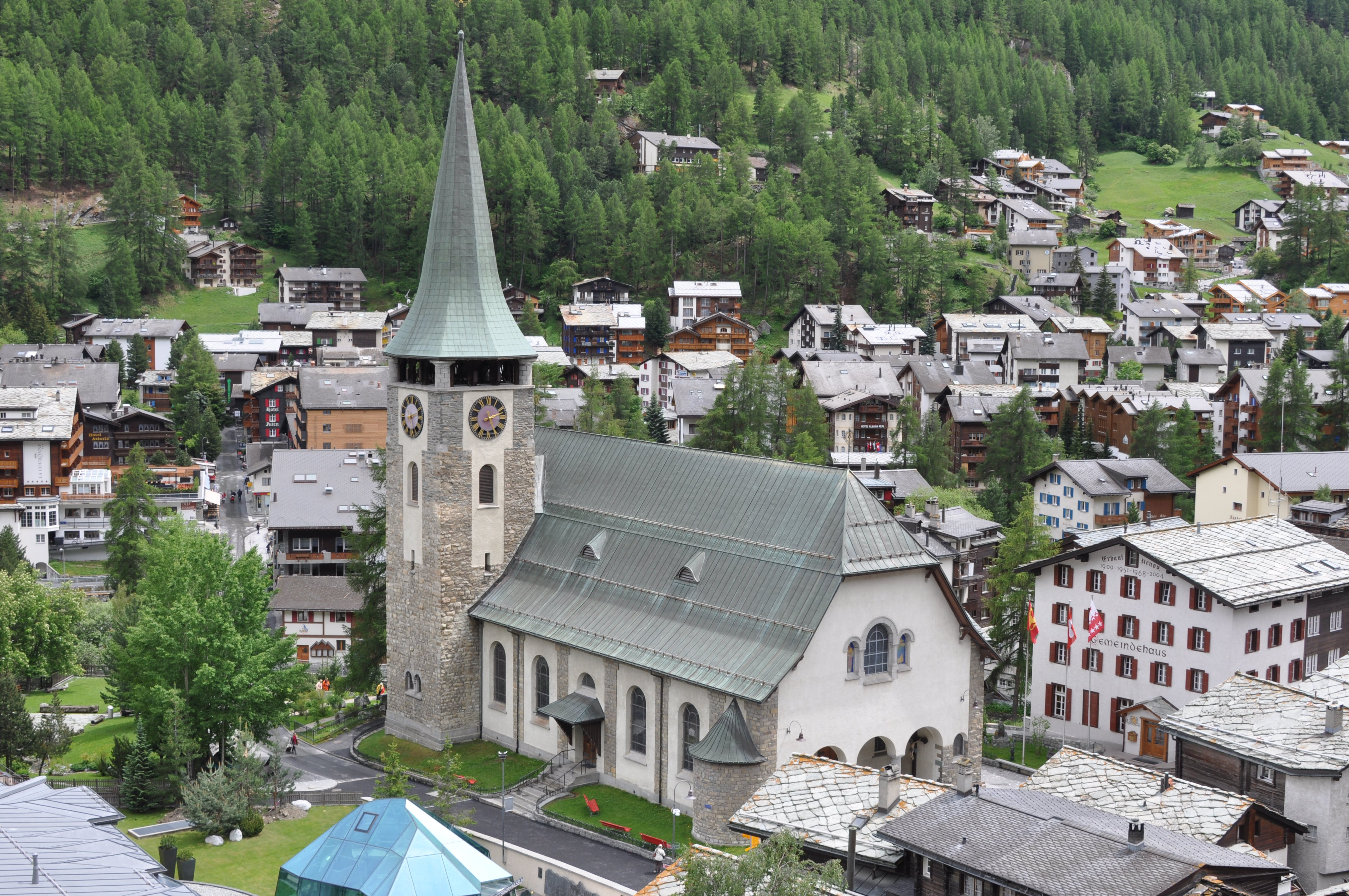
생모리티우스의 사목구 성당

2000년 인구 조사에 따르면 4,458명(74.4%)이 로마 가톨릭 신자이고, 458명(7.6%)이 스위스 개혁 교회에 속해 있다. 나머지 인구 중 정교회 교인은 131명(2.19%), 크리스찬 가톨릭 교회 교인은 2명(0.03%), 59명이었다. 다른 기독교 교회에 속한 개인(0.99%). 유대인은 4명(0.07%)이었고, 이슬람교 82명(1.37%), 불교 6명, 다른 교회에 속한 4인이 있었다. 205명(3.42%)이 교회에 속하지 않고, 불가지론자 또는 무신론자이며, 602명(10.05%)이 질문에 대답하지 않았다. 체르마트에는 1870년에 설립된 영어 교회가 있다. 대륙간 교회 협회(ICS)는 해외에서 일하거나, 공부하거나, 여행하는 영어 사용자를 위해 영국 성공회 목사를 제공한다.

## 교육
체르마트에서는 인구의 약 1,988명(33.2%)이 비필수 고등교육을 이수했으며, 470명(7.8%)이 추가 고등교육(대학 또는 응용학문대학)을 마쳤다. 고등교육을 마친 470명 중 51.1%가 스위스 남성, 21.1%가 스위스 여성, 14.0%가 비스위스계 남성, 13.8%가 비스위스계 여성이었다.
2010-2011학년도 동안 체르마트 학교 시스템에는 총 677명의 학생이 있었다. 발레주의 교육 시스템은 어린이들이 1년 동안 의무가 아닌 유치원에 다닐 수 있도록 허용한다. 해당 학년도에는 6개의 유치원 학급(KG1 또는 KG2)과 106명의 유치원생이 있다. 주의 학교 시스템은 학생들이 6년 동안 초등학교에 다닐 것을 요구한다. 체르마트에는 초등학교에 총 24개의 학급과 458명의 학생이 있었다. 중등학교 프로그램은 3년의 낮은 의무 교육(오리엔테이션 수업)과 3~5년의 선택적인 고급 학교로 구성된다. 체르마트에는 219명의 중학생이 재학 중이었다. 모든 고학년 학생들은 다른 지자체의 학교에 다녔다.
2000년 현재 체르마트에는 타 지자체에서 온 학생이 98명, 시외 학교에 다니는 주민이 23명이다.

## 관광

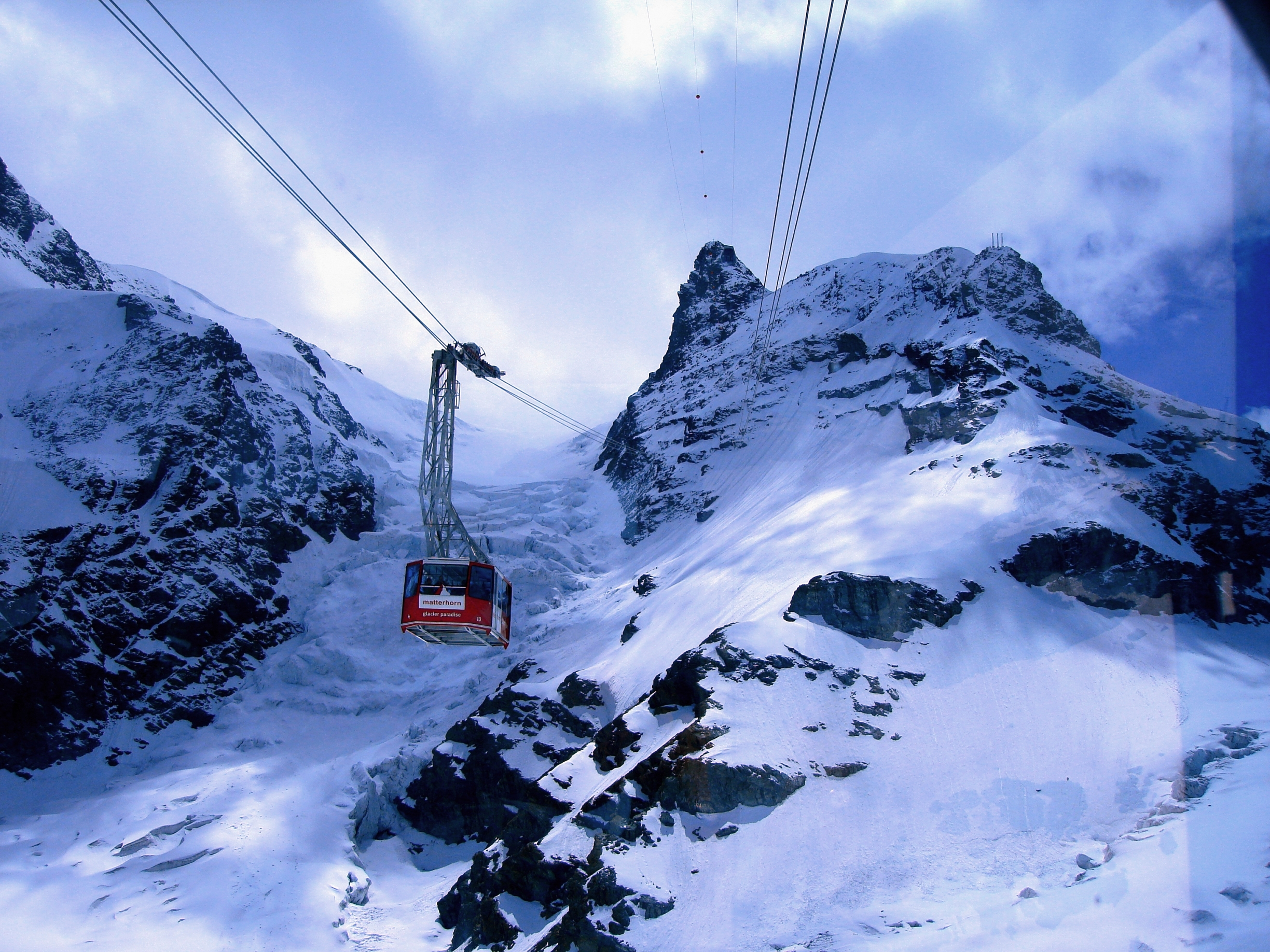
클라인 마터호른 방향으로 향하는 케이블카

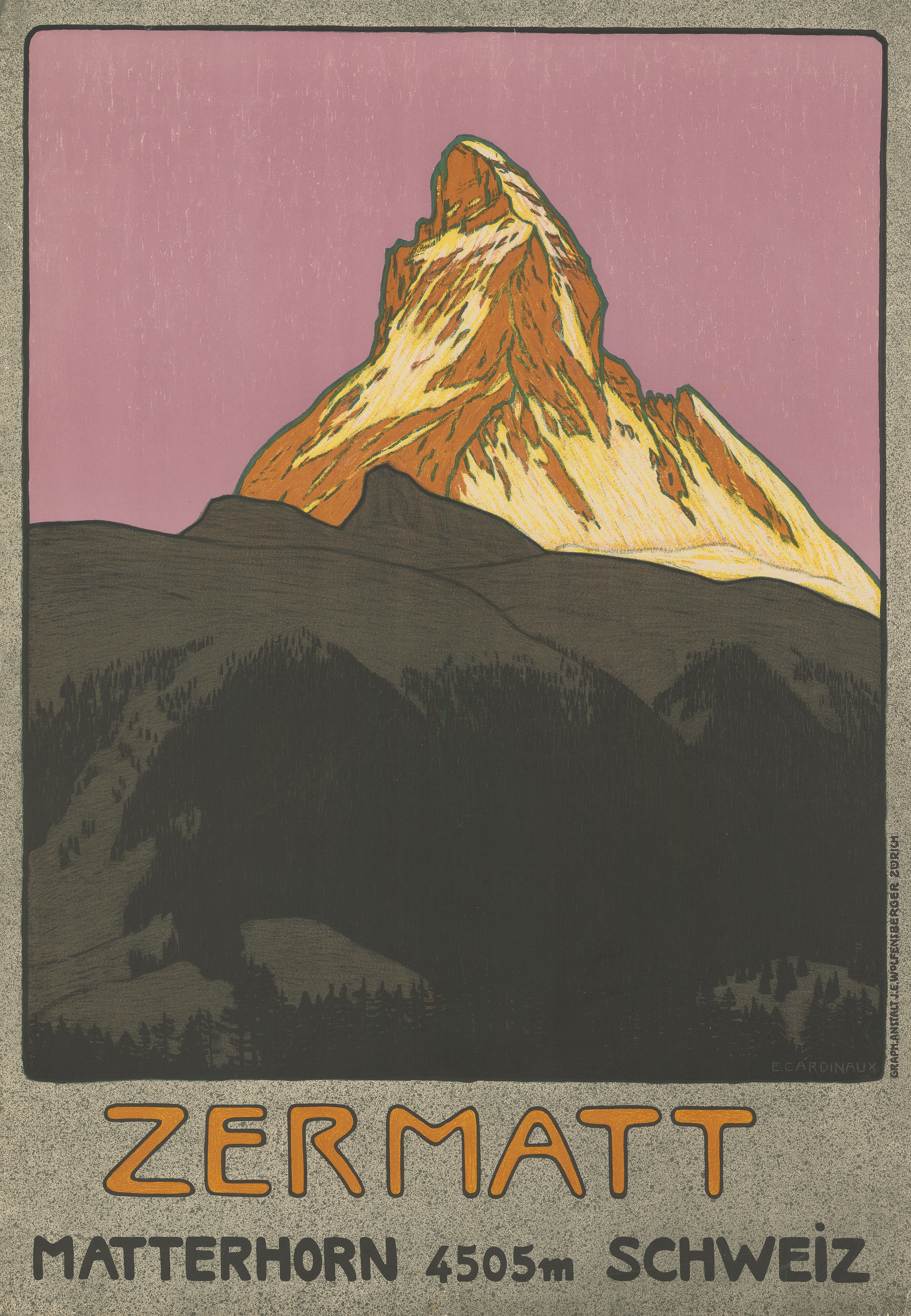
체르마트를 광고하는 에밀 카르디노의 포스터, (1908)

이 마을은 19세기 중반 에드워드 윔퍼(Edward Whymper)와 같은 영국 등반가들에 의해 발견되어 마터호른 정상이 이 마을을 유명하게 만들었다. 마테호른은 1865년에 마지막으로 등정된 고산 중 하나였으며, 정상에 오른 최초의 탐험은 7명의 등반가 중 3명만이 살아남은 것으로 극적으로 끝났다. 이야기는 마터호른 박물관에 관련되어 있다.
체르마트는 프랑스의 샤모니와 빙하 순찰(Patrouille des Glaciers)로 이어지는 오트 루트(Haute Route)를 포함하여 산으로 하이킹을 하기 위한 출발점이다. 케이블카와 체어리프트는 겨울에는 스키어를, 여름에는 등산객을 태우고, 그 중 가장 높은 곳은 3,883m의 클라인 마터호른으로 이어지며, 브라이트호른과 마터호른 사이의 능선에 있는 봉우리로 전방위에서 드넓은 전망을 제공한다. 체르비니아 케이블카역을 통해 이탈리아로 건너갈 수 있다. 랙 철도 노선(유럽에서 가장 높은 야외 철도인 고르너그라트반)이 해발 3,089m의 고르너그라트 산 정상까지 이어진다. 체르마트는 또한 생모리츠와 마터호른 고트하르트 철도(MGB)를 연결하는 빙하특급 철도 서비스의 서쪽 종점이기도 하다.
체르마트는 다른 11개의 마을과 함께 베스트 오브 알프스(Best of the Alps) 커뮤니티의 일원이다.

## 교통

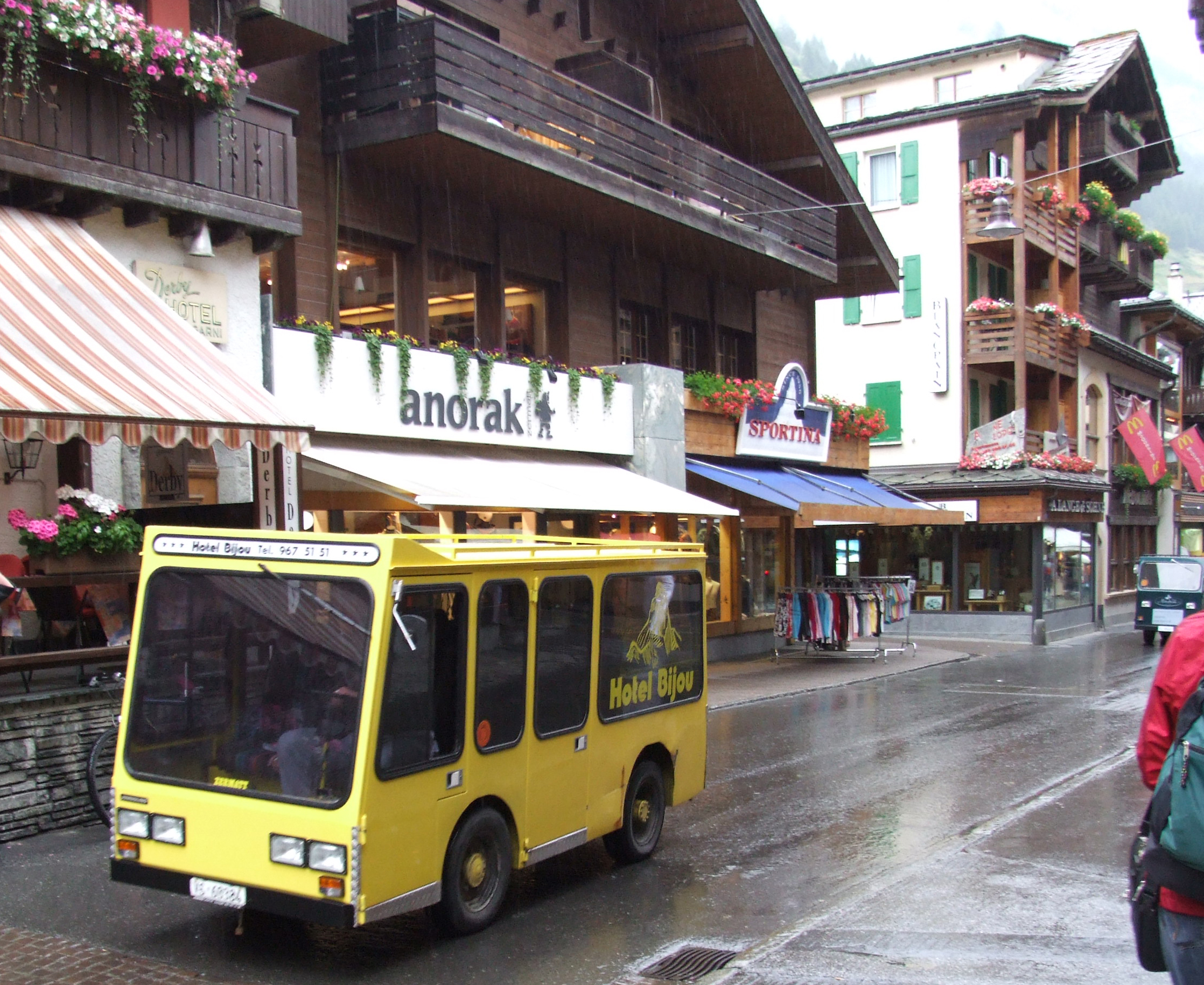
체르마트 거의 전기 차량

마테호른은 마을 전망을 가릴 수 있는 대기오염을 방지하기 위해 마을 전체가 내연기관 차량 통행금지 구역이다. 체르마트의 거의 모든 차량은 배터리로 구동되며 거의 완전하게 정숙을 유지한다. 전기 자동차는 지역 상업을 위해 허용된다. 주 경찰은 주민들이 북쪽 외곽에서 운전과 주차할 수 있는 허가증을 발급하며, 건설 차량과 같은 내연 기관 차량을 도시에 반입할 수 있는 허가증을 발급할 수 있다. 긴급 차량과 시 소유 차량(소방차, 구급차, 경찰 등)은 일반적으로 연소 엔진을 사용하지만, 일부는 비연소 차량(쓰레기 트럭 등)이다.
체르마트 내에서 운행되는 승용차로는 주요 기차역(또는 시내 바로 외곽의 택시 환승 지점)에서 호텔 건물까지 방문객을 운송하기 위해 호텔에서 제공하는 소형 전기 셔틀, 체르마트 4대 가문이 운영하는 전기 택시와 전기 버스가 있다. 주요 호텔 지역과 다양한 스키 리프트역 사이를 운행하는 버스와 유사한 노선을 따르지만, 빙켈마텐의 시골 ‘교외’에도 운행하는 버스가 있다. 말이 끄는 마차도 찾을 수 있다. 일부는 호텔에서 운영하고 일부는 임대가 가능하다.

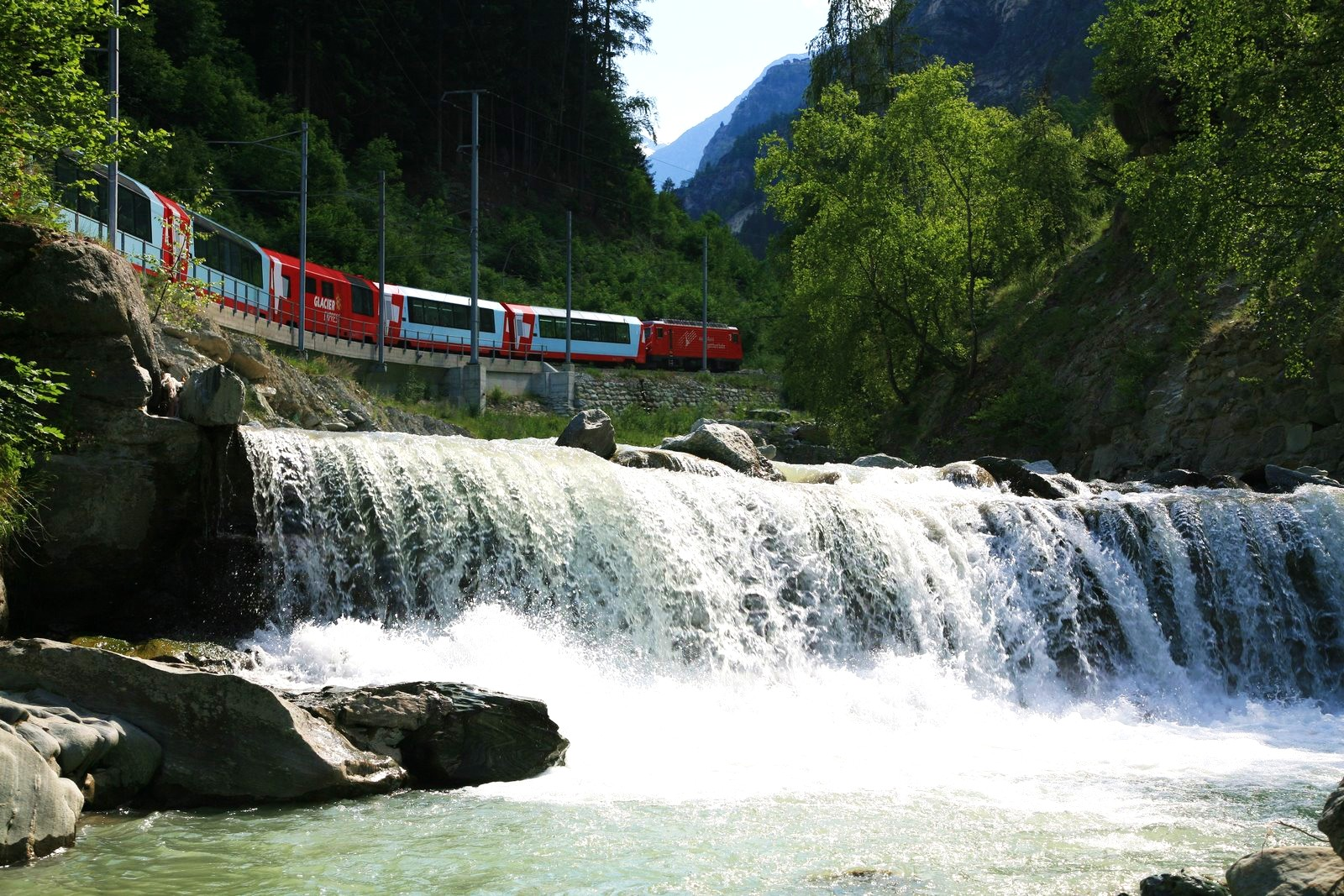
체르마트로 접근하는 빙하특급

대부분의 방문객들은 인근 마을인 테쉬(Täsch)에서 랙 보조 철도 열차(체르마트 셔틀)를 타고 체르마트에 도착한다. 기차는 또한 스위스의 주요 철도망에 있는 피스프와 브리그 계곡 아래에서 체르마트로 출발한다. 이 마을에는 또한 헬리포트( ICAO : LSEZ)와 고산 구조 서비스를 제공하는 지역 헬리콥터 운영자인 에어 체르마트(Air Zermatt)가 있다.
2007년에는 지역 교통망 개발 옵션을 평가하기 위해 프로젝트 그룹이 구성되었다. (전기 버스의 용량이 충분하지 않았기 때문에) 이 연구 결과는 《체르마트 인사이드》(Zermatt Inside) 2007년 12월호에 게재됐다. 연구된 6가지 대체 옵션은 코스터, 케이블카, 지하철, 무빙워크, 곤돌라와 기타 전기 버스이다.
2019년에는 마테호른을 촬영하기에 가장 인기 있는 뷰포인트 중 하나인 키르히브뤼케(Kirchbrücke)의 접근성을 개선하기 위한 작업이 시작되었다. 관광객을 도로에서 멀리하고 전기 자동차에서 멀리 유지하기 위해 보기 영역을 확장하는 작업이다. 프로젝트는 2019년 가을까지 완료되어야 한다.

### 체르마트의 스키

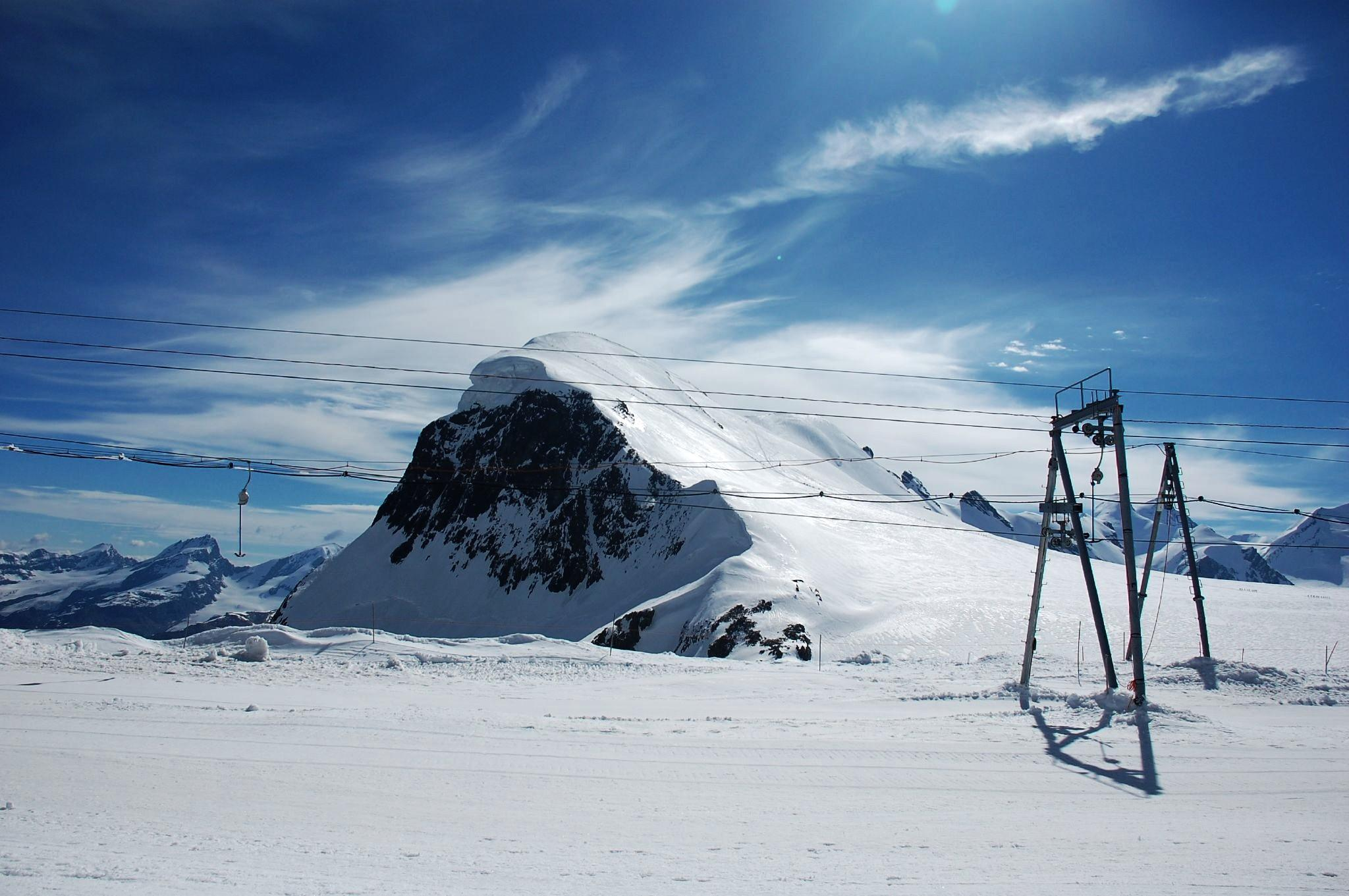
브라이트호른 고원의 스키 지역, 해발 3,900 m

체르마트는 스키로 세계적으로 유명하며, 특히 거물인 트리프트지(Triftji)가 유명하다. 높은 고도로 인해 여름 내내 지속적으로 일관된 스키를 즐길 수 있다.
체르마트의 스키는 수네가, 고르너그라트, 클라인 마터호른 및 슈바르츠제의 4개 지역으로 나뉜다. 또한 로사 고원 빙하를 통해 이탈리아의 체르비니아와 발투르넨체로 연결된다.
2008년 체르마트는 “무한 내리막 경주”를 개최했다. 이 경주는 12월 13일과 14일에 열렸으며, 마터호른 빙하 파라다이스(3,800m)에서 내려오는 코스로 구성되어 체르마트 자체(1,600m)에서 마무리되었다. 코스 길이는 20km이고, 2,200m의 내리막이 특징이다.

### 수네가
.
수네가 파라다이스는 수네가익스프레스 케이블카를 통해 접근할 수 있으며, 그 다음 곤돌라를 타고 블라우헤르트까지 이동하고 마지막으로 케이블카를 타고 위의 로트호른(3,103m)까지 이동한다. 산과 계곡의 지형은 체르마트가 구름에 잠겨 있어도 로트호른을 맑고 화창하게 유지하는 경향이 있다.
블라우헤르트에서 간트(Gant)까지 곤돌라가 있고 거기에서 연결 케이블카가 호텔리로 간다. 이 케이블카와 최신형 4인승 체어리프트 수네가-핀델른-브라이트보덴은 수네가와 고르너그라트 사이를 연결한다. 가파른 경사가 거의 없는 이 산은 종종 어린 스키어를 훈련하는 데 사용된다.

### 고르너그라트

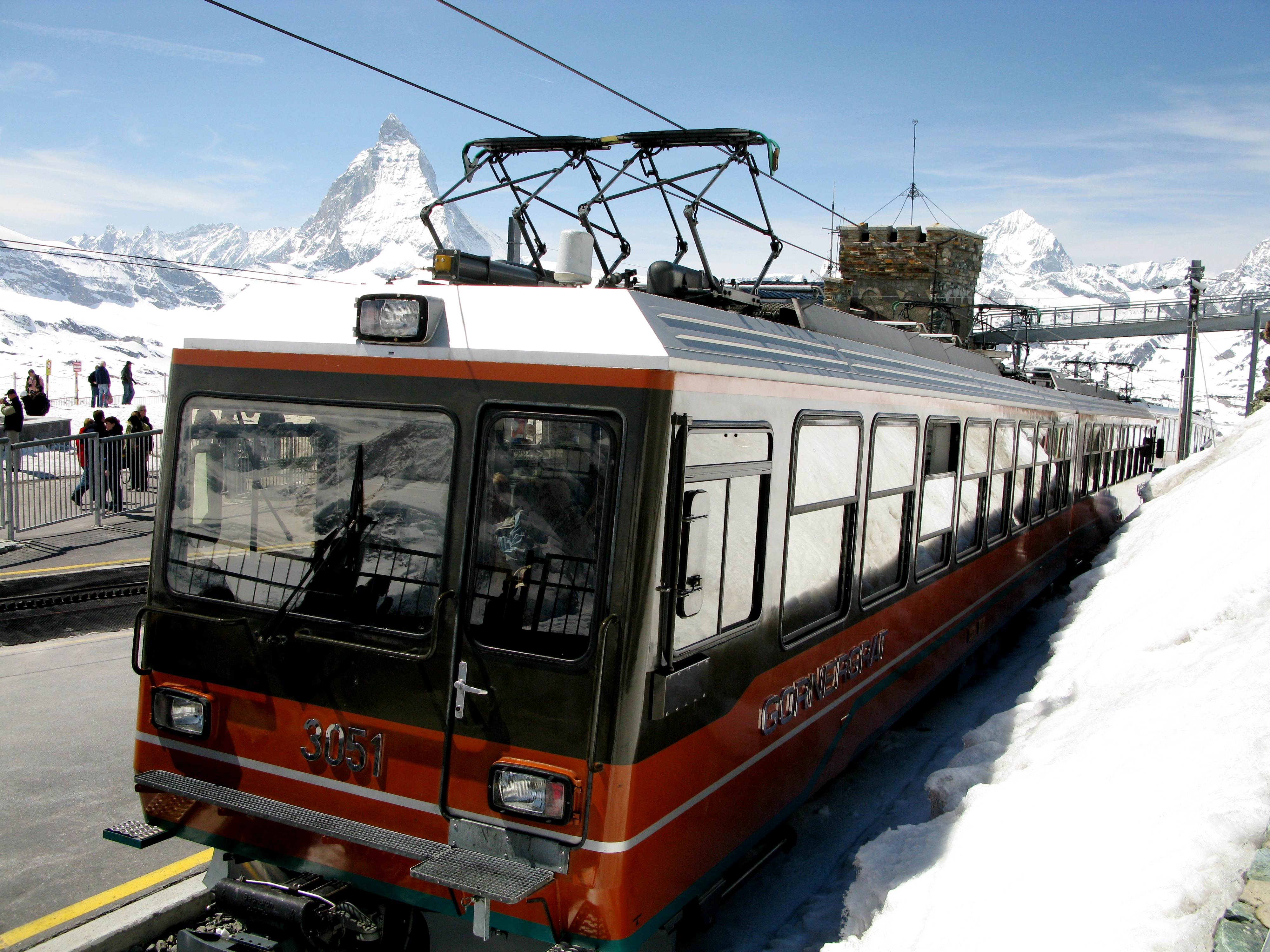
고르너그라트역, 3,100 m

고르너그라트는 리펠알프, 로텐보덴, 리펠베르크를 거쳐 고르너그라트 봉우리(3,089m)까지 29분 거리에 있는 핀델바흐와 란트터널에서 정차한다. 정상 호텔과 레스토랑은 새로 단장되었으며, 쇼핑센터를 수용했다. 리펠알프역은 리펠알프 트램이라는 짧은 트램 노선으로 리펠알프 리조트와 연결되어 있다.
케이블카는 호텔리에서 로테 나세(3,247m)까지 올라간다. 이 마지막 리프트는 무임승차 지역을 제공하지만, 이 산비탈이 스키를 타기 위해서는 좋은 눈이 필요하기 때문에 신뢰할 수 없다. 이 지역의 리프트는 일반적으로 2월 말이나 3월 초 시즌에 개장한다. 이제 케이블카는 영구적으로 폐쇄되며, 교체용 리프트는 계획되지 않았다. 호텔리에서 고르너그라트 바로 아래 켈렌제까지 이어지는 새로운 경사로가 로트호른에서 고르너그라트까지의 연결을 유지하기 위해 이 리프트를 대체했다.

### 클라인 마터호른 / 슈바르츠제

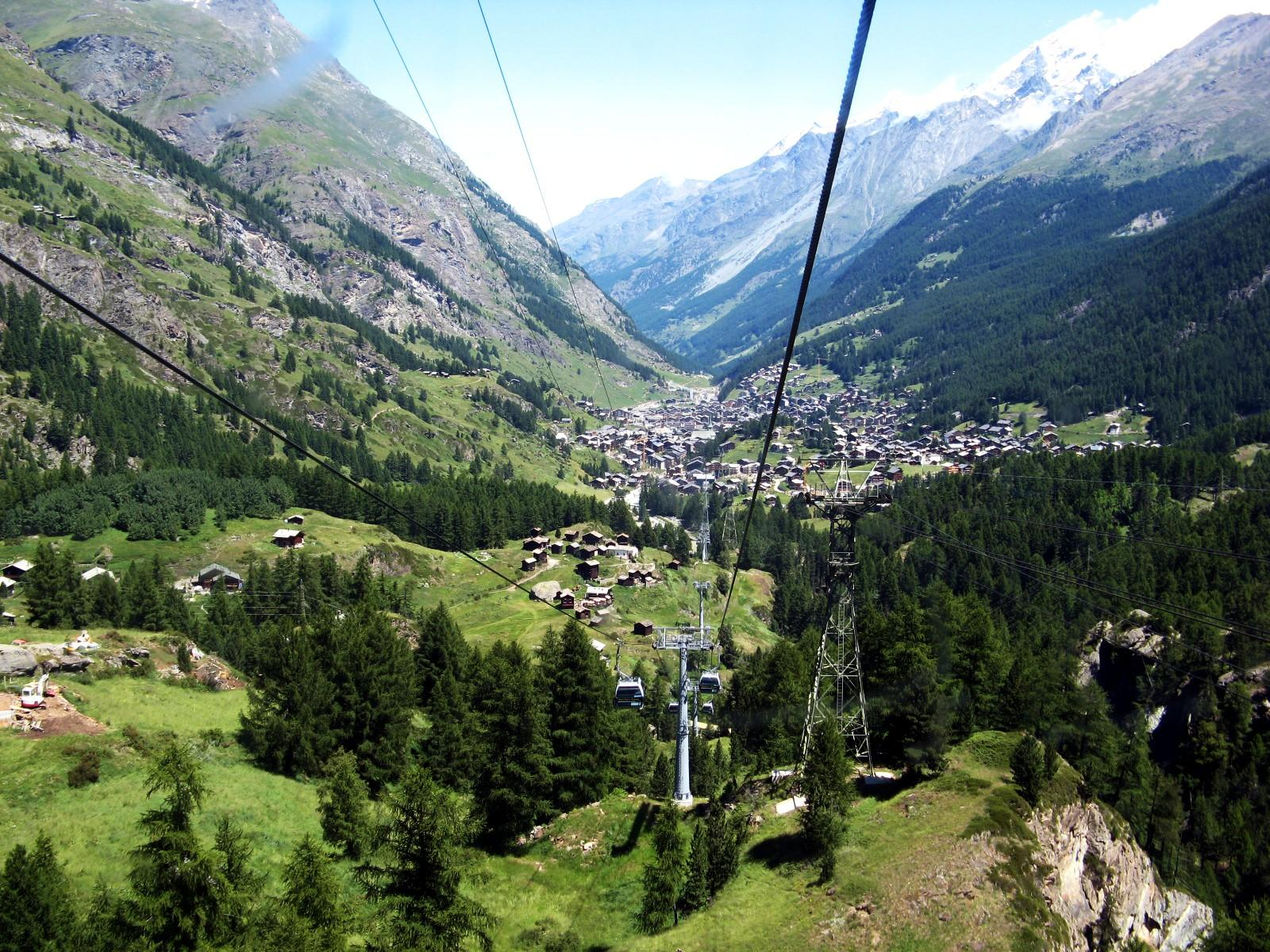
푸리까지 가는 케이블카에서 보는 체르마트 풍경

체르마트 남쪽 끝 근처에서 마터호른 익스프레스 곤돌라가 승객을 푸리(Furi)의 환승역까지 운송한다. 여기에서 오른쪽의 곤돌라를 통해 슈바르츠제에 접근할 수 있다. 케이블카는 트로케너 슈테크 중간 지점(그리고 클라인 마터호른)으로 연결된다. 2006년 12월 18일에 개장한 새로운 곤돌라가 푸리와 고르너그라트의 리펠베르크를 연결한다. 이 리프트는 체르마트에 대한 가장 끈질긴 비판 중 하나이다. 고르너그라트 철도와 마터호른 익스프레스 사이의 지루한 트레킹 없이 마을의 반대편 끝에 있는 계곡의 양쪽을 스키로 타기가 매우 어렵다는 것이다.
테오둘 고개 꼭대기에 있는 테스타 그리지아(Testa Grigia)는 체르비니아와 이탈리아 발투르넨체(Valtournenche)의 스키 리조트로 연결되는 역할을 한다. 스위스 쪽에서는 스키 리프트로만 갈 수 있지만, 이탈리아 쪽에서는 체어리프트와 케이블카로 갈 수 있다. 2019년 3월, 2021년 봄부터 테스타 그리지아와 클라인 마터호른을 연결하는 새로운 리프트인 ‘알파인 크로싱’이 발표되었다. 여기에 세관 사무실과 작은 알파인 박물관이 있다.
체르마트는 1년 내내 스키 리조트로 판매되며, 여름 스키는 클라인 마터호른 뒤에 있는 테오둘 빙하로 제한된다. 엄밀히 말하면 5월과 6월의 비수기에는 한두 번만 열리는 경향이 있으며, 주요 빙하 지역은 7월까지 개방되지 않는다.
2003년 10월 25일부터 운영 중인 푸르크자텔 6인승 체어리프트에는 스위스 최초로 테오둘 빙하의 빙하 위에 직접 서 있는 12개의 마스트(18개 중)가 있다.
리조트에서 클라인 마터호른까지 새로운 CHF 5,200만 3S 빙하 라이드 케이블카가 2018년 9월 29일에 문을 열었다. 시간당 2,000명을 운송시킬 수 있으며, 각각 28석이 있는 25개의 캐빈을 사용하여 정상에 도달하는 데 단 9분만 소요된다.

## 같이 보기
- 마터호른 박물관
- 스위스 알프스